# 山崎朝雲

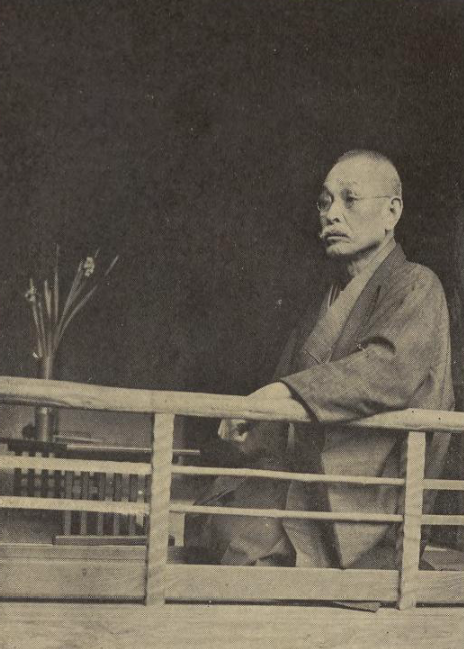
山崎朝雲

山崎 朝雲（やまざき ちょううん、1867年3月22日（慶応3年2月17日） - 1954年（昭和29年）6月4日）は、彫刻家。筑前国博多櫛田前町（現・福岡県福岡市博多区冷泉町）生まれ。本名は春吉。別号は羯摩。代表作に「大葉子」。弟子に佐藤玄々、橋本朝秀、上田直次、入江爲義など。長男は洋画家の山崎坤象。

## 経歴
- 1884年（明治17年） - 仏師・高田又四郎に師事。
- 1894年（明治27年） - 第4回内国勧業博覧会に出品、宮内省買い上げ。
- 1895年（明治28年） - 上京。高村光雲に師事する。
- 1900年（明治33年） - 日本美術協会幹事。
- 1902年（明治35年） - 亀山上皇銅像木型完成。銅像完成後、正力松太郎からよみうりランドに預けられ、現在、筥崎宮に安置されている。
- 1907年（明治40年） - 同門の平櫛田中・米原雲海らとともに日本彫刻会を結成。
- 1927年（昭和2年） - 帝国美術院会員。
- 1934年（昭和9年）12月3日 - 帝室技芸員[2]
- 1937年（昭和12年） - 帝国芸術院会員。木彫による写実的表現に新生面を開く。
- 1952年（昭和27年） - 文化功労者。墓所は染井霊園。

## 作品
| 作品名       | 技法     | 形状・員数 | 寸法（縦x横x高さcm） | 所有者       | 年代               | 落款 | 備考                                                         |
| ------------ | -------- | ---------- | -------------------- | ------------ | ------------------ | ---- | ------------------------------------------------------------ |
| 賀茂競馬置物 | 銅・鋳造 | 1体        | 42.0x76.0x50.0       | 三の丸尚蔵館 | 1914年（大正13年） |      | 同年の昭和天皇ご結婚奉祝品として三井高棟より献上。           |
| 白馬節会置物 | 木彫     | 1体        | 28.0x55.4x41.5       | 三の丸尚蔵館 | 1914年（大正13年） |      | 同年の昭和天皇ご結婚に際し、香淳皇后から昭和天皇に贈られた。 |

## その他
- 宮内庁お買い上げの作品の中には、1948年（昭和23年）に昭和天皇からダグラス・マッカーサー夫妻にクリスマスプレゼントとして贈られた木彫双狗などがある[4]。